# 경장 (계급)

경장의 계급장

경장(警長, Senior Patrol Officer)은 경찰관 계급 중 순경의 위, 경사의 아래로, 비간부(치안 실무자)에 속한다.
공무원의 8급 서기, 소방관의 소방교, 국군 부사관의 중사, 장교의 중위 계급에 대응한다.

## 보직
| - 경찰청, 지방경찰청, 경찰서, 기동대 - 수사부서의 수사관 (일명 형사) - 교통부서의 내근 혹은 외근(교통경찰) - 각종 경찰 내외근,민원업무 부서의 실무자 - 경찰서 소속 지구대, 파출소의 순찰팀원 - 기동단 소속 기동대원(집회및시위 관리) | 대한민국 해양경찰청 | 자치경장 |

### 자치경장

제주자치경장의 계급장